# 耶芝縣 (紐約州)
耶芝縣（英語：Yates County）是美國紐約州西部的一個縣。面積973平方公里。根據美國2000年人口普查，共有人口24,621。縣治彭延 (Penn Yan)。
成立於1823年2月5日。縣名紀念簽署成立本縣的州長約瑟·C·耶芝 (Joseph Christopher Yates)。